# Liste der Kulturdenkmale in Golberode
Die Liste der Kulturdenkmale in Golberode enthält die in der amtlichen Denkmalliste des Landesamtes für Denkmalpflege Sachsen ausgewiesenen Kulturdenkmale im Bannewitzer Ortsteil Golberode.
Die Anmerkungen sind zu beachten.
Diese Liste ist eine Teilliste der Liste der Kulturdenkmale im Landkreis Sächsische Schweiz-Osterzgebirge.
Diese Liste ist eine Teilliste der Liste der Kulturdenkmale in Sachsen.

## Legende
- Bild: Bild des Kulturdenkmals, ggf. zusätzlich mit einem Link zu weiteren Fotos des Kulturdenkmals im Medienarchiv Wikimedia Commons. Wenn man auf das Kamerasymbol klickt, können Fotos zu Kulturdenkmalen aus dieser Liste hochgeladen werden:
- Bezeichnung: Denkmalgeschützte Objekte und ggf. Bauwerksname des Kulturdenkmals
- Lage: Straßenname und Hausnummer oder Flurstücknummer des Kulturdenkmals. Die Grundsortierung der Liste erfolgt nach dieser Adresse. Der Link (Karte) führt zu verschiedenen Kartendiensten mit der Position des Kulturdenkmals. Fehlt dieser Link, wurden die Koordinaten noch nicht eingetragen. Sind diese bekannt, können sie über ein Tool mit einer Kartenansicht einfach nachgetragen werden. In dieser Kartenansicht sind Kulturdenkmale ohne Koordinaten mit einem roten bzw. orangen Marker dargestellt und können durch Verschieben auf die richtige Position in der Karte mit Koordinaten versehen werden. Kulturdenkmale ohne Bild sind an einem blauen bzw. roten Marker erkennbar.
- Datierung: Baubeginn, Fertigstellung, Datum der Erstnennung oder grobe zeitliche Einordnung entsprechend des Eintrags in der sächsischen Denkmaldatenbank
- Beschreibung: Kurzcharakteristik des Kulturdenkmals entsprechend des Eintrags in der sächsischen Denkmaldatenbank, ggf. ergänzt durch die dort nur selten veröffentlichten Erfassungstexte oder zusätzliche Informationen
- ID: Vom Landesamt für Denkmalpflege Sachsen vergebene, das Kulturdenkmal eindeutig identifizierende Objekt-Nummer. Der Link führt zum PDF-Denkmaldokument des Landesamtes für Denkmalpflege Sachsen. Bei ehemaligen Kulturdenkmalen können die Objektnummern unbekannt sein und deshalb fehlen bzw. die Links von aus der Datenbank entfernten Objektnummern ins Leere führen. Ein ggf. vorhandenes Icon  führt zu den Angaben des Kulturdenkmals bei Wikidata.

## Golberode
| Bild | Bezeichnung | Lage                     | Datierung              | Beschreibung | ID       |
| ---- | --- | ------------------------ | ---------------------- | --- | -------- |
|      | Wohnhaus (mit Anbau) und Seitengebäude eines Mühlenanwesens                                                    | Gebergrund 1 (Karte)     | 18. Jh., erwähnt 1560  | Mühlengebäude Obergeschoss Fachwerk verbrettert, Seitengebäude Giebel in Fachwerk, baugeschichtliche und ortshistorische Bedeutung. Untergeschoss und Erdgeschoss massiv, im Untergeschoss zwei Rundbogentüren mit schlichtem Sandsteingewände, im Erdgeschoss Sandsteingewände, Obergeschoss in ursprünglicher Gliederung, Satteldach, Biberschwanzdeckung, liegende Dachfenster, besonders Rückseite, Flügel Erdgeschoss massiv, Obergeschoss Fachwerk, Satteldach, Biberschwanzdeckung, Stallgebäude massiv, im Erdgeschoss Sandsteingewände, im Obergeschoss zum Teil noch Fachwerk, verschiefert, Krüppelwalmdach, Biberschwanzdeckung, die Mühle wurde von 1875 bis 1938 auch Fischermühle genannt. | 08963207 |
|      | Ehemaliges Gasthaus                                                                                            | Zur Pappel 1 (Karte)     | 18. Jh.                | Obergeschoss Fachwerk, straßenbildprägend am Ortseingang gelegen, ortshistorische und baugeschichtliche Relevanz. Erdgeschoss massiv sowie Giebelseite zur Straße und Anbau an der Westseite, Obergeschoss in ursprünglicher Gliederung, Fenster zum Obergeschoss in ursprünglicher Gliederung, Fenster zum Teil mit originaler Sprossung, Satteldach, Aufschieblinge, drei neue Schleppgaupen, Anbau: massiv, eingeschossig, Fenster mit Sandsteingewänden und Schlussstein | 08963230 |
|      | Wohnhaus | Zur Pappel 3 (Karte)     | 18. Jh. oder älter     | Prägt durch Giebelständigkeit die besondere Ortsstruktur mit, auch baugeschichtliche Relevanz. Zweigeschossig, massiv, Traufgesims, Satteldach mit markanten Aufschieblingen | 08963229 |
|      | Wohnhaus, daran winkelförmig angebautes Seitengebäude (Wohnstallhaus) und Scheune eines Bauernhofes            | Zur Pappel 4; 4a (Karte) | bez. 1832              | Wohnhaus mit klassizistischer Putzfassade, stattliches Bauernhof, strukturprägende und baugeschichtliche Relevanz. Wohnhaus: zweigeschossig, massiv, Sandsteingewände, Gurtgesims, zur Straße dreiachsiger Mittelrisalit mit Putznutung an Fenstergewänden und im Obergeschoss sowie Zahnschnitt an der Traufe, Walmdach, Wohnstallhaus: massiv, zweigeschossig, Sandsteingewände, Gurtgesims, an der profilierten Traufe zum Teil Zahnschnitt, Dach abgewalmt, mit anschließender kleiner Scheune (diese kleine Scheune vor 2012 abgebrochen), große Scheune: massiv, Sandsteingewände zum Teil, Satteldach, Torbogen neu                                                                                | 08963227 |
|      | Wohnhaus und daran angebautes Seitengebäude eines Bauernhofes                                                  | Zur Pappel 5 (Karte)     | 18. Jh.                | Obergeschoss zum Teil Fachwerk, Seitengebäude mit großer Tordurchfahrt, ortsbildprägendes ländliches Anwesen, baugeschichtliche Bedeutung. Wohnhaus: Erdgeschoss massiv, Obergeschoss in ursprünglicher Gliederung, Giebel zur Straße vermutlich massiv, Satteldach, Biberschwanzdeckung, Stall: Erdgeschoss massiv, Fachwerk zum Teil verputzt, Obergeschoss in ursprünglicher Gliederung, mit Wohnhaus durch über der Tordurchfahrt liegenden Dachstuhl verbunden, Satteldach, Biberschwanzdeckung, Torbogen wieder mit Rundbogen | 08963228 |
|      | Wohnstallhaus eines Dreiseithofes sowie Hofmauer mit Torbogen und Pforte                                       | Zur Pappel 6 (Karte)     | bez. 1847              | Ortsbildprägender Massivbau mit Krüppelwalmdach, im Giebel Kartusche, baugeschichtlich relevant. Zweigeschossig, massiv, Sandsteingewände, im Giebel Segmentbogenfenster und Kartusche, bezeichnet 1847 (im Giebel), Krüppelwalmdach | 08963225 |
|      | Wohnhaus (über winkelförmigem Grundriss) und Seitengebäude (über winkelförmigem Grundriss) eines Vierseithofes | Zur Pappel 7 (Karte)     | bez. 1891, Wetterfahne | Gründerzeitliches Wohnhaus, Putzfassade mit aufwändig gestalteten Fenstern, Seitengebäude ursprünglich mit Tordurchfahrt, großer und weitgehend geschlossen erhaltener Bauernhof, baugeschichtliche und wirtschaftsgeschichtliche Bedeutung. Wohnhaus mit Sandsteingewänden mit Quadern und Schlussstein, im Obergeschoss gerade Verdachungen, Gurtgesims, Ecklisenen, flacher Risalit an der Schmalseite, flaches Walmdach, schiefergedeckt, Stallgebäude: ursprünglich mit Tordurchfahrt (dort bezeichnet), Sandsteingewände, profilierte Traufe, Sattel- bzw. Walmdach, Biberschwanzdeckung | 08963226 |
|      | Wohnstallhaus und Hofmauer mit Toreinfahrt und Pforte eines Bauernhofes                                        | Zur Pappel 8 (Karte)     | bez. 1810, Kern älter  | Obergeschoss hofseitig Fachwerk, aufwendig gestalteter massiver Giebel, ortsbildprägende und baugeschichtliche Bedeutung. Erdgeschoss massiv, Sandsteingewände, Segmentbogenportal mit Schlussstein und altem Türblatt, zweiter Schlussstein mit Pferd von früherem zweiten Türgewände über einem Fenster, Obergeschoss weitgehend in ursprünglicher Gliederung, Straßenseite massiv, Giebel mit Konsolen, Gesimsen und Abschlussstein, Einfriedung: Sandstein, Teil der Torpfosten, Eingangstor mit Segmentbogen, zur Straße schön gestalteter Giebel | 08963224 |
|      | Ehemaliges Wohnstallhaus, Scheune und Hofmauer mit Pforte eines ehemaligen Dreiseithofes                       | Zur Pappel 9 (Karte)     | 18. Jh.                | Wohnstallhaus massives Gebäude mit aufwendig gestaltetem Giebel, ortsbild- und strukturprägend, baugeschichtliche Bedeutung. Wohnstallhaus: zweigeschossig, massiv, Sandsteingewände, Türgewände mit flachem Korbbogen und Schlussstein (einer bezeichnet 1939), im Stallteil Fenster verlängert, Traufgesims, straßenseitiger Giebel mit Gesimsen und Zierstein auf der Spitze, Scheune: Sandsteingewände, Satteldach, Tor: Sandstein, Rundbogen mit aufwändigem Schlussstein, bezeichnet ..15 (1715?) | 08963222 |
|      | Wohnstallhaus und Seitengebäude (darunter großer Gewölbekeller) eines ehemaligen Dreiseithofes                 | Zur Pappel 10 (Karte)    | Anfang 19. Jh.         | Stattliches Wohnstallhaus, mit klassizistischer Putzfassade, baugeschichtliche Bedeutung, strukturprägender Bauernhof. Wohnstallhaus: zweigeschossig, massiv, Sandsteingewände, Reste von Putzgliederung, Krüppelwalmdach, einfaches traufständiges Seitengebäude verputzter Ziegelbau mit segmentbogigen Öffnungen, darunter älterer großer Gewölbekeller | 08963223 |
|      | Wohnstallhaus und Stallgebäude sowie Hofmauer mit Torbogen und Pforte eines Bauernhofes                        | Zur Pappel 13 (Karte)    | 18. Jh.                | Beide Gebäude Obergeschoss Fachwerk verputzt, baugeschichtlich relevant, ortsbild- und strukturprägend. Wohnstallhaus: Erdgeschoss massiv, Obergeschoss verputzt, zum Teil verbreiterte Fenster, Satteldach, Stall: im Erdgeschoss zwei Türen mit profiliertem Sandsteingewände, Segmentbogen und Schlussstein, Satteldach, Tore mit Rundbogen, über der Einfahrt Schlussstein | 08963221 |